# نادي سينت نيكلاس
نادي سينت نيكلاس (Koninklijke Sint-Niklase Sportkring Excelsior) هو نادي كرة قدم بلجيكي من قرية سينت نيكلاس، اندمج مع كيه إس سي لوكيرين (KSC Lokeren) عام 2000 وكوّنا كيه إس سي لوكيريم أوست فلانديرين (K.S.C. Lokeren Oost-Vlaanderen).
تأسس النادي عام 1920 تحت اسم نادي بيرسخوت لكرة القدم (F.C. Beerschot) لكن الاسم قد تغير بعد ذلك بعام إلى في في بيرسخوت سينت نيكلاس (V.V. Beerschot Sint-Niklaas). سجّل النادي في الاتحاد الملكي البلجيكي لكرة القدم عام 1922. وبعد الحرب العالمية الثانية، تأهل الفريق إلى دوري الدرجة الأولى البلجيكي لكنه استمر فيه موسمين فقط. وبعد الهبوط تغير اسم الفريق إلى سينت نيكلاس إس كيه (Sint-Niklaasse S.K.) وبعدها إلى كيه سينت نيكلاس إس كيه (K. Sint-Niklase S.K.) عام 1974.